# Керничний Великий (струмок)
Керничний Великий — струмок в Україні, у Верховинському районі Івано-Франківської області, лівий доплив Чорного Черемошу (басейн Дунаю).

## Опис
Довжина струмка приблизно 5 км. Формується з багатьох безіменних струмків.

## Розташування
Бере початок на північних схилах гори Керничний. Тече переважно на північний схід і впадає у річку Чорний Черемош, ліву притоку Черемошу.